# Edgar Schatz

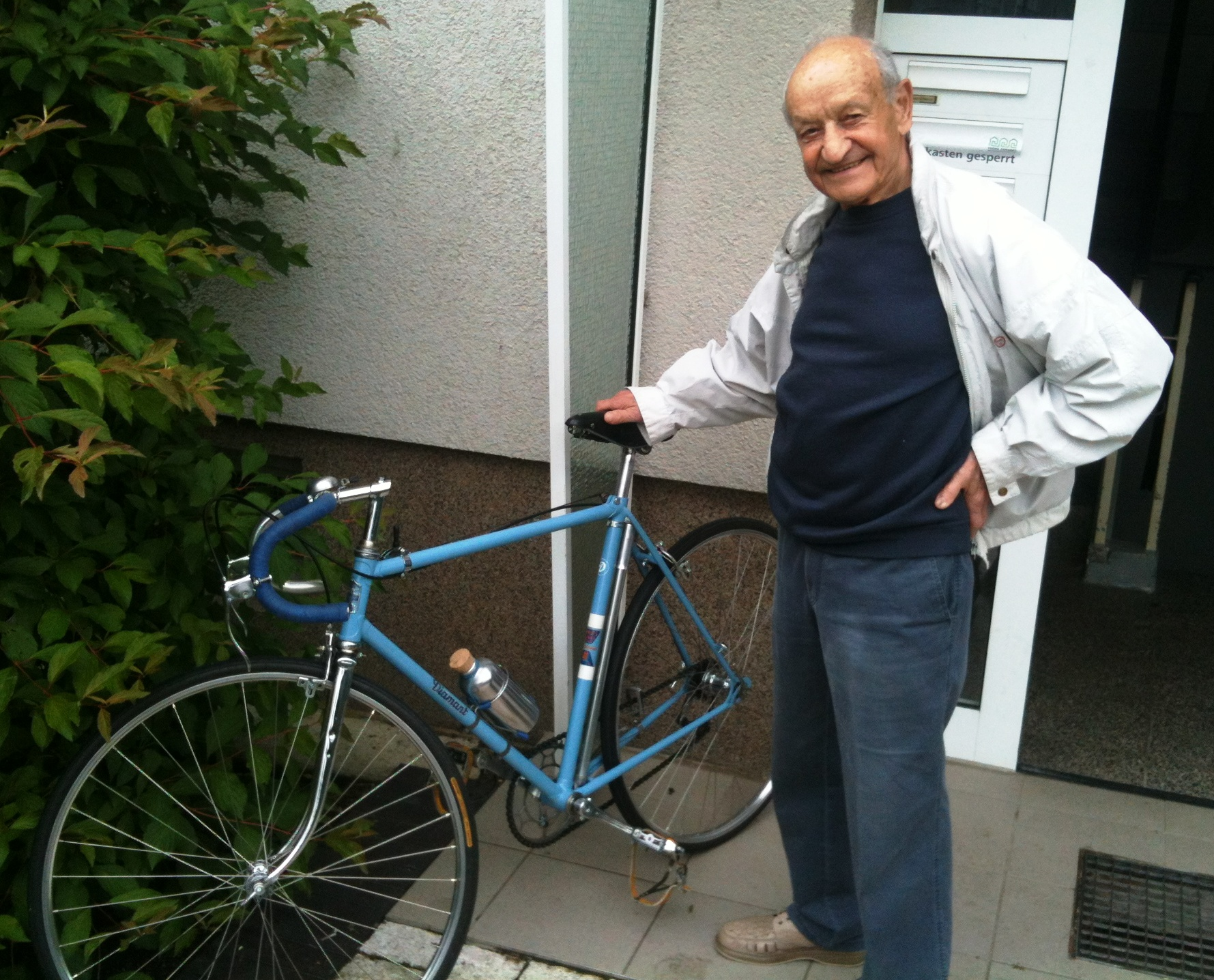
Edgar Schatz (2012)

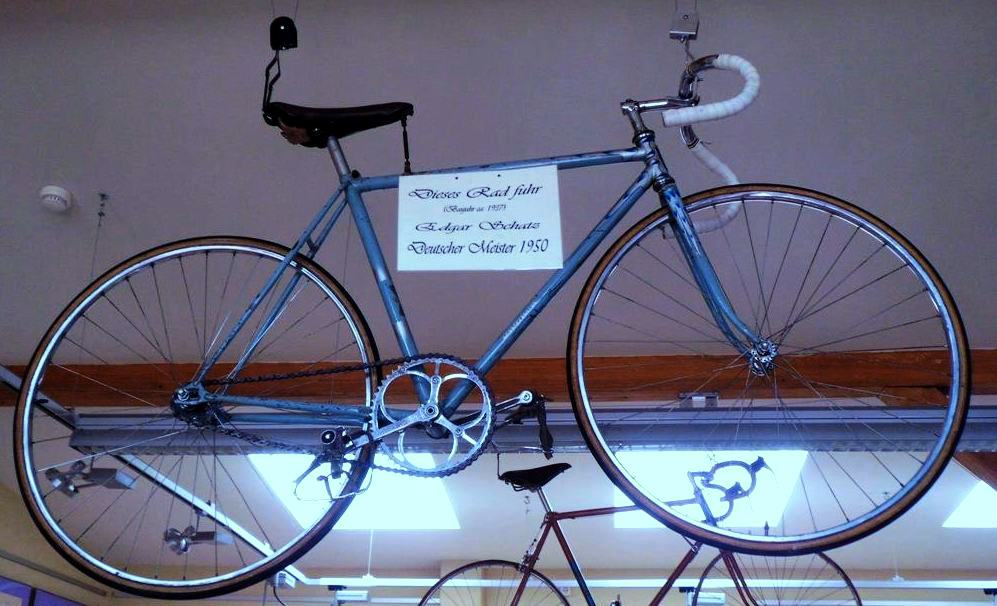
Meisterrad von Schatz im Friedensfahrtmuseum

Edgar Schatz (* 12. März 1924; † 25. Dezember 2017 in Halle (Saale)) war ein deutscher Radrennfahrer aus der DDR.

## Sportliche Laufbahn
Schatz begann mit dem Radsport 1937. Im Jahr darauf wurde Edgar Schatz Jugendmeister von Halle an der Saale im Straßenrennen, 1939 Zweiter der deutschen Straßenmeisterschaft der Junioren und 1942 mitteldeutscher Meister. Dann wurde seine Laufbahn vom Zweiten Weltkrieg unterbrochen. Er kehrte erst 1949 aus der Kriegsgefangenschaft zurück und begann wieder mit dem Training. Schon im selben Jahr gewann er die siebte Etappe der Ostzonen-Rundfahrt von Leipzig nach Berlin, wobei er die Rundfahrt als 25. der Gesamtwertung beendete. 1950 wurde er in Greiz erster DDR-Straßenmeister. 1951 errang er in Ost-Berlin im Rahmen der III. Weltfestspiele der Jugend und Studenten den Titel des Studenten-Weltmeisters im Mannschaftszeitfahren auf der Straße, gemeinsam mit Detlef Zabel, Hesse, Stoltze, Lothar Meister I und Bruno Zieger; im Einzelrennen belegte er Platz sieben. Er startete für die BSG Chemie Buna Schkopau der Buna-Werke, die den Werbeslogan „Plaste und Elaste aus Schkopau“ führten. 1954 beendete er seine Laufbahn. Insgesamt konnte er mehr als 100 Siege auf der Bahn und Straße erringen.
Schatz startete auch bei den Masters-Straßenweltmeisterschaften in St. Johann in Tirol; so belegte er 2001 im Rennen über 40 Kilometer seiner damaligen Altersklasse Platz 17.

## Berufliches
Nach seiner Lehre als Elektriker musste er 1942 in den Krieg. Schatz absolvierte nach dem Zweiten Weltkrieg ein Ingenieurstudium. Später studierte er nochmals und erlangte 1957 ein Diplom als Sportlehrer.

## Trivia
Sein Meistertrikot und sein Meisterrad von 1950, ein Diamantrad Modell 67 aus dem Jahre 1937, stiftete Edgar Schatz dem Radsportmuseum Course de la Paix in Kleinmühlingen, wo beide Objekte ausgestellt sind.